# Club Baloncesto Sevilla 2002-2003
Questa voce raccoglie le informazioni riguardanti il Club Baloncesto Sevilla nelle competizioni ufficiali della stagione 2002-2003.

## Stagione
La stagione 2002-2003 del Club Baloncesto Sevilla è la 14ª nel massimo campionato spagnolo di pallacanestro, la Liga ACB.

## Roster
Aggiornato al 30 luglio 2021.
| Caja San Fernando 2002-03 | Caja San Fernando 2002-03 |
| Giocatori                 | Staff tecnico             |
| ------------------------- | ------------------------- |

| N. | Naz.                                        | Ruolo | Nome               | Anno | Alt.   | Peso   |  |
| -- | ------------------------------------------- | ----- | ------------------ | ---- | ------ | ------ |  |
| 4  | Spagna (bandiera)                           | P     | Carlos Cherry      | 1979 | 184 cm | 82 kg  |  |
| 5  | Spagna (bandiera)                           | GA    | Carlos Cazorla     | 1977 | 197 cm | 92 kg  |  |
| 6  | Stati Uniti (bandiera) · Irlanda (bandiera) | AG    | Glenn Sekunda      | 1973 | 203 cm | 103 kg |  |
| 7  | Stati Uniti (bandiera) · Italia (bandiera)  | P     | Matt Santangelo    | 1977 | 186 cm | 80 kg  |  |
| 8  | Spagna (bandiera)                           | C     | Salvador Guardia   | 1974 | 206 cm | 115 kg |  |
| 9  | Spagna (bandiera)                           | A     | Raúl Pérez (C)     | 1968 | 198 cm |        |  |
| 10 | Spagna (bandiera)                           | AG    | José Ramón Esmorís | 1975 | 204 cm |        |  |
| 11 | Spagna (bandiera)                           | G     | Manuel Valdivieso  | 1984 | 193 cm |        |  |
| 11 | Stati Uniti (bandiera)                      | AG    | Reggie Slater      | 1970 | 202 cm | 98 kg  |  |
| 12 | Stati Uniti (bandiera)                      | AC    | Danya Abrams       | 1974 | 201 cm | 114 kg |  |
| 13 | Spagna (bandiera)                           | P     | Sergio Sánchez     | 1981 | 189 cm | 80 kg  |  |
| 14 | Lituania (bandiera)                         | G     | Donatas Slanina    | 1977 | 193 cm | 90 kg  |  |
| 15 | Paesi Bassi (bandiera)                      | C     | Francisco Elson    | 1976 | 211 cm | 106 kg |  |
|    | Spagna (bandiera)                           | P     | Antonio Bustamante | 1984 | 182 cm |        |  |

| Allenatore                                                         |
| - Gustavo Aranzana                                                 |
| Assistente/i                                                       |
| - Javier Fijo Legenda - (C) Capitano - (IN) Inattivo - Infortunato |

## Mercato

### Sessione estiva
| Acquisti | Acquisti           | Acquisti        | Acquisti   | Acquisti |
| R.a      | Nome               | da              | Modalità   |          |
| -------- | ------------------ | --------------- | ---------- | -------- |
| GA       | Carlos Cazorla     | Fuenlabrada     | definitivo |          |
| AG       | José Ramón Esmorís | Gijón           | definitivo |          |
| AC       | Danya Abrams       | Málaga          | definitivo |          |
| PG       | Matt Santangelo    | Włocławek       | definitivo |          |
| A        | Raúl Pérez         | Valladolid      | definitivo |          |
| G        | Donatas Slanina    | Žalgiris Kaunas | definitivo |          |
| C        | Francisco Elson    | Valencia        | definitivo |          |

| Cessioni | Cessioni         | Cessioni        | Cessioni       | Cessioni |
| R.       | Nome             | a               | Modalità       |          |
| -------- | ---------------- | --------------- | -------------- | -------- |
| AG       | Diego Fajardo    | Pall. Roseto    | fine contratto |          |
| A        | Carl Thomas      | Aisin SeaHorses | fine contratto |          |
| P        | Corey Brewer     | Oklahoma Storm  | fine contratto |          |
| AG       | Thierry Gadou    | ASVEL           | fine contratto |          |
| A        | Francesc Solana  | Fuenlabrada     | fine contratto |          |
| AC       | Peter Guarasci   | Free agent      | rescissione    |          |
| AG       | Martin Cattalini | Adelaide 36ers  | fine contratto |          |
| G        | Steve Hansell    | Olympia Larissa | fine contratto |          |
| GA       | Makan Dioumassi  | Hyères-Toulon   | fine contratto |          |

### Dopo l'inizio della stagione
| Acquisti | Acquisti      | Acquisti           | Acquisti       | Acquisti   |
| R.       | Nome          | da                 | Data           | Modalità   |
| -------- | ------------- | ------------------ | -------------- | ---------- |
| AG       | Glenn Sekunda | Free agent         | 3 gennaio 2003 | definitivo |
| AG       | Reggie Slater | Minnesota T'wolves | gennaio 2003   | definitivo |
| P        | Carlos Cherry | Ourense            | aprile 2003    | definitivo |

| Cessioni | Cessioni         | Cessioni   | Cessioni     | Cessioni       |
| R.       | Nome             | a          | Data         | Modalità       |
| -------- | ---------------- | ---------- | ------------ | -------------- |
| C        | Salvador Guardia | Granada    | gennaio 2003 | rescissione    |
| AG       | Reggie Slater    | Málaga     | marzo 2003   | fine contratto |
| P        | Sergio Sánchez   | Free agent | aprile 2003  | rescissione    |